# Ернандо де Сото (мореплавець)

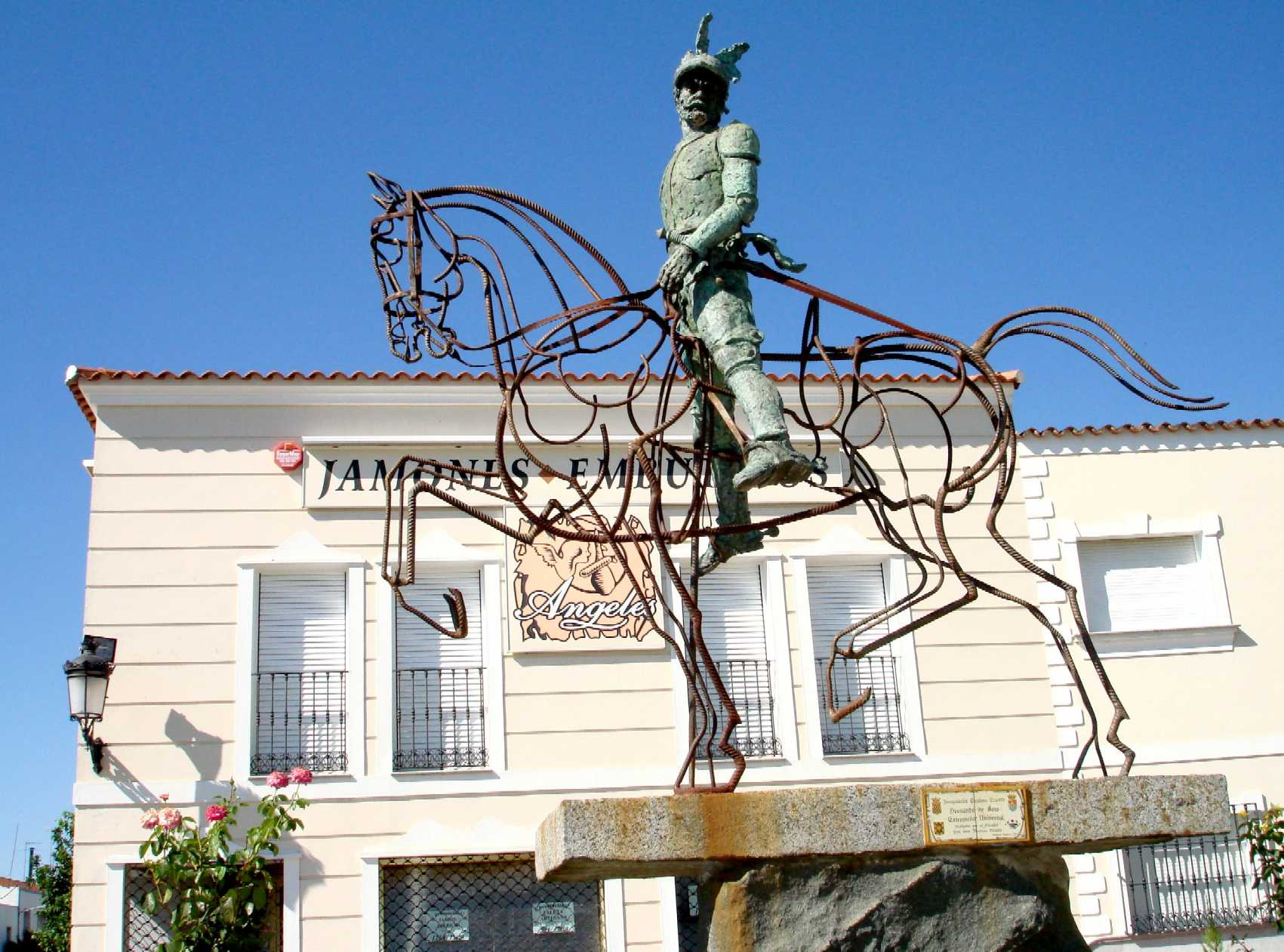
Пам'ятник Ернандо де Сото на його батьківщині, в Іспанії

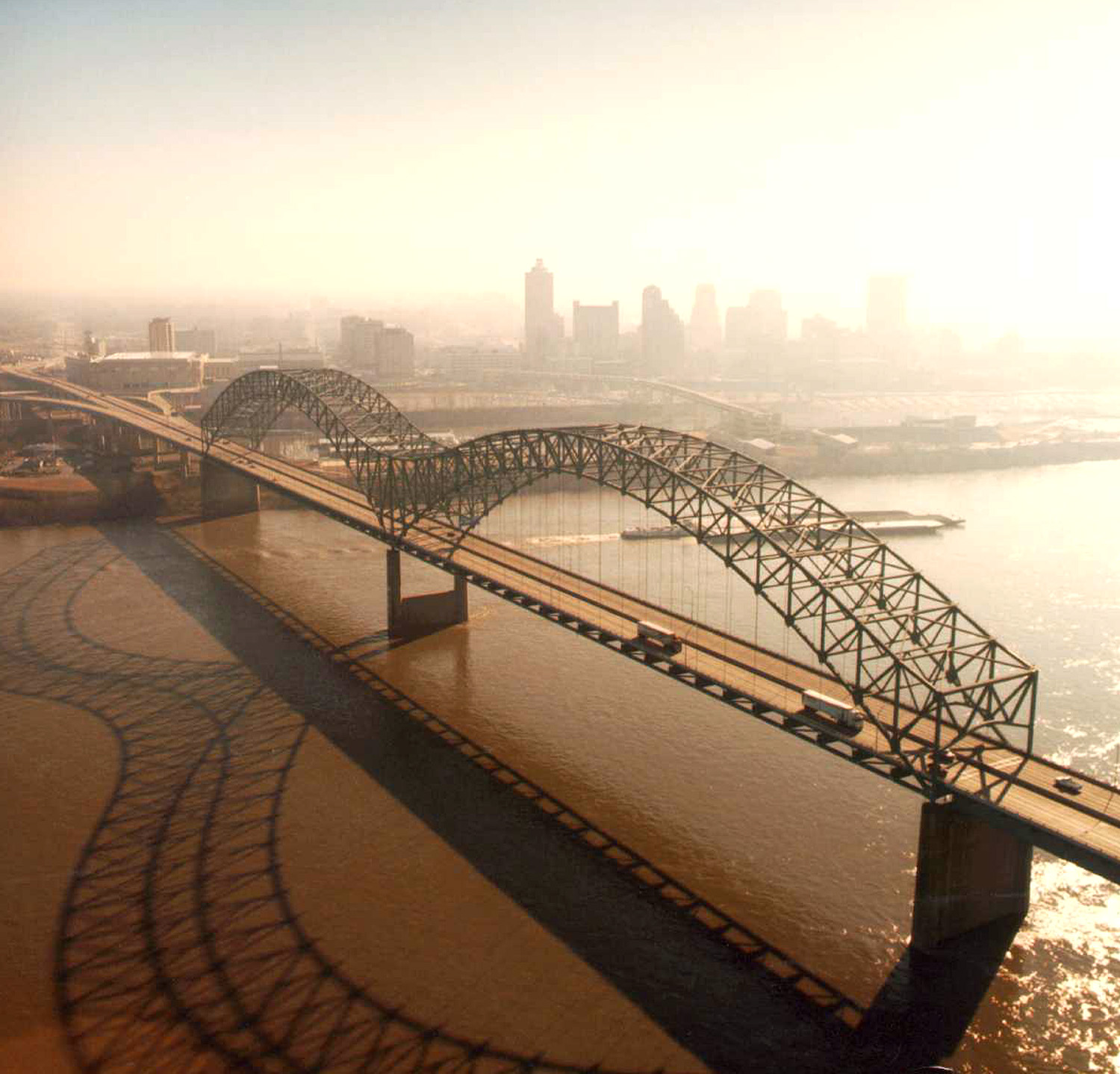
Міст Hernando de Soto у Мемфісі, Теннессі

Ерна́ндо де Со́то (ісп. Hernando de Soto, близько 1495 — 21 травня 1542) — іспанський мореплавець і конкістадор, який очолив першу завойовницьку експедицію європейців на північ від Мексики, вглиб території сучасних Сполучених Штатів. Був першим європейцем, який перетнув річку Міссісіпі та залишив документальні підтвердження цього.

## Ранні роки
Ернандо де Сото народився в батьків, які були ідальго зі скромним достатком в Естремадурі або Андалусії. Два міста — Бадахос та Баркарота вважають, що він саме в них народився. Відомо, що Ернандо де Сото провів дитинство в обох місцях, і він заповідав, щоб його тіло було поховано в Херес-де-лос-Кабальєрос, де були також поховані інші члени його родини. У той час Іспанія і Португалія були заповнені молодими людьми, які шукали шансу знайти військової слави після розгрому маврів.
Де Сото відплив у Новий Світ у 1514 році разом із першим губернатором Панами, Педро Аріасом де Авіла, з дочкою якого згодом одружився. У Центральній Америці де Сото отримав популярність як відмінний наїзник, боєць і тактик, але був відомий і особливою жорстокістю. У 1530 році де Сото став правителем Леону в Нікарагуа. Він очолив експедицію на узбережжі півострова Юкатан з метою пошуку проходу між Атлантичним і Тихим океанами для торгівлі зі Сходом, найбагатшим ринком у світі. Після провалу експедиції без коштів, де Сото, після смерті де Авіли, залишив свої маєтки в Нікарагуа. Він найняв судна і перевіз своїх людей у Тумбез на першу базу Франсіско Пісарро, незадовго до від'їзду того вглиб Перу.

## Похід проти інків
У 1531 році взяв участь у поході Франсіско Пісарро проти інків. Пісарро зробив де Сото одним зі своїх капітанів. Коли Пісарро і його люди вперше зіткнулися з армією інки Атауальпи біля Кахамарки, Пісарро послав де Сото з п'ятнадцятьма людьми запросити Атауальпу на зустріч. Коли Пісарро наступного дня напав на Атауальпу, де Сото був на чолі однієї з трьох груп солдатів. Іспанці захопили Атауальпа. Де Сото був посланий у табір армії інків, де його люди розграбували намети Атауальпи.

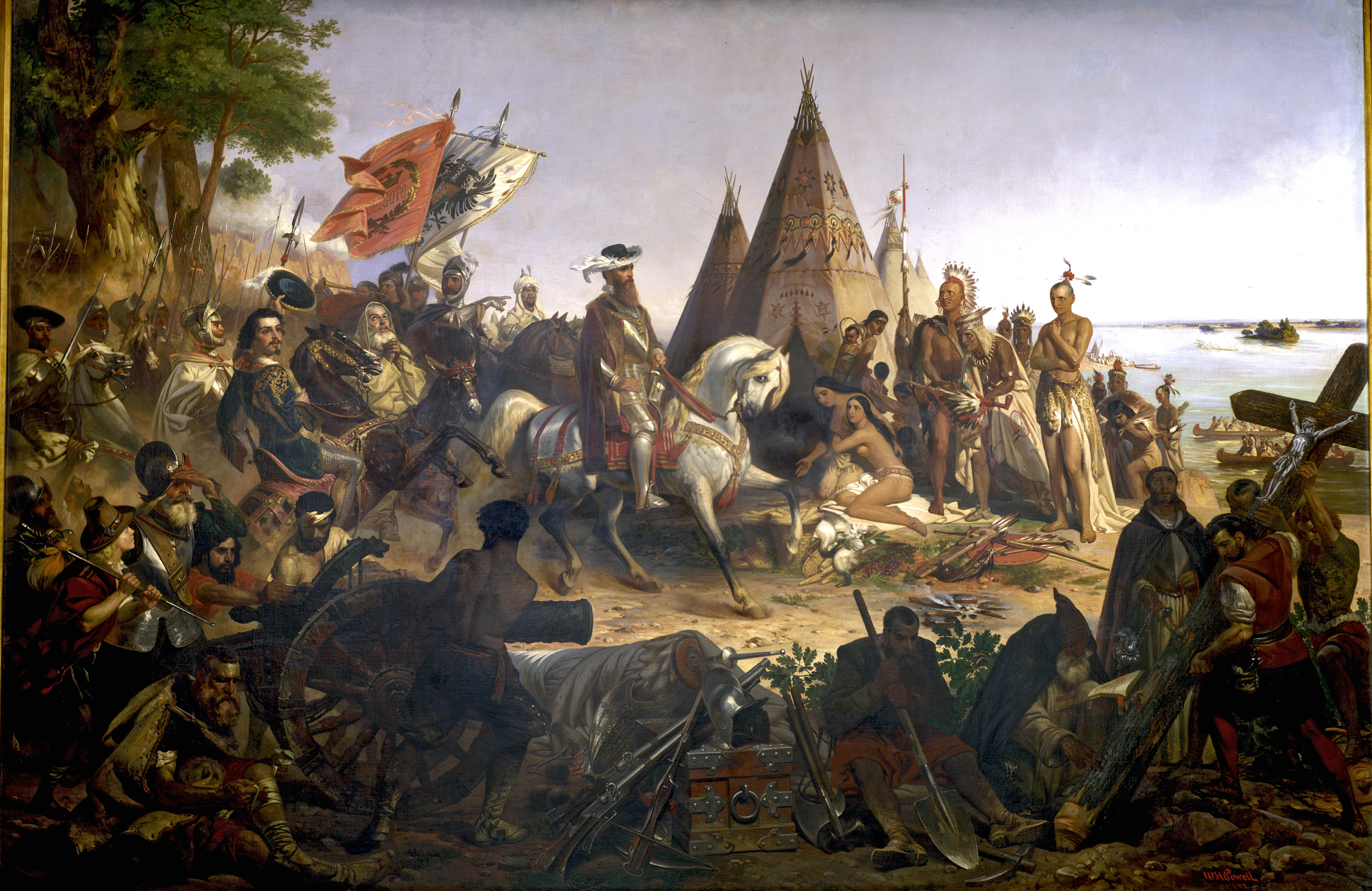
«Відкриття Міссісіпі», американське полотно 1847 року.

Іспанці утримували Атауальпу в полоні в Кахамарці протягом кількох місяців у той час, як кімнату викупу наповнювали золотом і сріблом для його викупу. Протягом цього полону де Сото потоваришував з Атауальпою, і навчив його грати в шахи. До того часу, як викуп був готовий, іспанців стривожили чутки про наступ армії інків на Кахамарку. Пісарро послав де Сото з чотирма чоловіками на розвідку. За відсутності де Сото іспанці в Кахамарці вирішили вбити Атауальпу, щоб запобігти його порятункові армією інків. Де Сото повернувся пізніше повідомити, що він не міг знайти ознак армії в цьому районі.
Після страти Атауальпи, Пісарро і його люди попрямували в Куско, столицю імперії інків. На підході до Куско Пісарро послав свого брата, Ернандо де Сото і ще сорок чоловік вперед. Авангард бився з військами інків під містом, але бій закінчився до того, як Франсиско Пісарро прибув з іншими іспанцями. Армія інків відступила в ніч. Іспанці розграбували Куско, де вони знайшли багато золота і срібла. Після отримання частки від грабежу з табору Атауальпи, викупу Атауальпи, і грабежу Куско де Сото розбагатів.
По дорозі в Куско Манко Інка Юпанкі, брат Атауальпи, приєднався до Пісарро. Манко переховувався від Атауальпи з остраху за своє життя і був щасливий поставити себе під захист Пісарро. Пісарро зробив Манко лідером інків. Де Сото приєднався до Манко в кампанії з ліквідації армії інків, лояльних до Атауальпи.
До 1534 р. де Сото перебував на посаді віце-губернатора Куско, а Пісарро будував свою нову столицю (Ліму) на узбережжі. У Куско резиденцією де Сото став колишній храм інків Амаруканча. Під час своєю каденції зійшовся з Корі Куіл'юр, донькою колишнього Сапа Інки Уаскара, від якої мав доньку на ім'я Леонор.
У 1535 році король Карл зробив Дієго де Альмагро, колишнього ділового партнера Франсіско Пісарро, губернатором південної частини інків імперії. Пісарро і де Альмагро посварилися через те, хто буде правителем Куско. Де Альмагро будував плани з дослідження і підкорення південної частини імперії інків (Чилі). Де Сото запропонував себе як помічника, але де Альмагро йому відмовив. Де Сото зібрав свої скарби і повернувся до Іспанії в 1536 році.

## Похід до Північної Америки

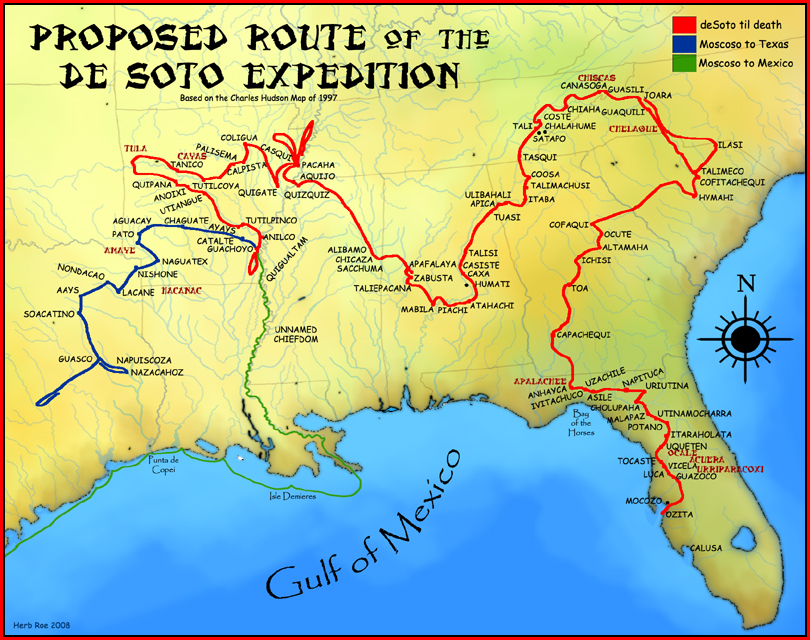
Мапа експедицій де Сото, складена на основі досліджень Charles M. Hudson, 1997

Через рік конкістадор отримав призначення губернатором Куби і здійснив завойовницький похід до Північної Америки. Висадився на березі Флориди 30 травня 1539 р., обстежив затоку Тампа і гирло річки Саванна. Дістався до гір Блу-Рідж і річки Алабами, а 8 травня 1541 р. першим з європейців вийшов на берег річки Міссісіпі.
На території нинішнього штату Алабама експедиція де Сото потрапила в індіанську засідку. Тим не менш він переправився через Міссісіпі і продовжив рухатися на захід, вийшовши в долину річки Арканзас. Підхопивши якусь гарячкову хворобу (найімовірніше малярію), повернув назад і помер в Луїзіані 21 травня 1542 р. Його супутники повернулися до Мексики у вересні 1543 року.

## Значення і пам'ять
Хоча сучасники вважали похід де Сото провальним, його історичне значення важко переоцінити. Агресивне ставлення конкістадорів до індіанців призвело до відтоку деяких племен з долини Міссісіпі. Коні, що втекли від іспанців, дали початок північноамериканській популяції мустангів. Крім того, де Сото першим познайомив індіанців зі свининою.
Ім'я Сото (як першого європейця, що побачив води Міссісіпі) носить міст, який з'єднує штати Арканзас та Теннессі.
На честь конкістадора Ернандо де Сото було також названо американську марку автомобілів DeSoto, що випускалися з 1928 по 1961 рік.